# Jin-Soo Kwon (Lost)

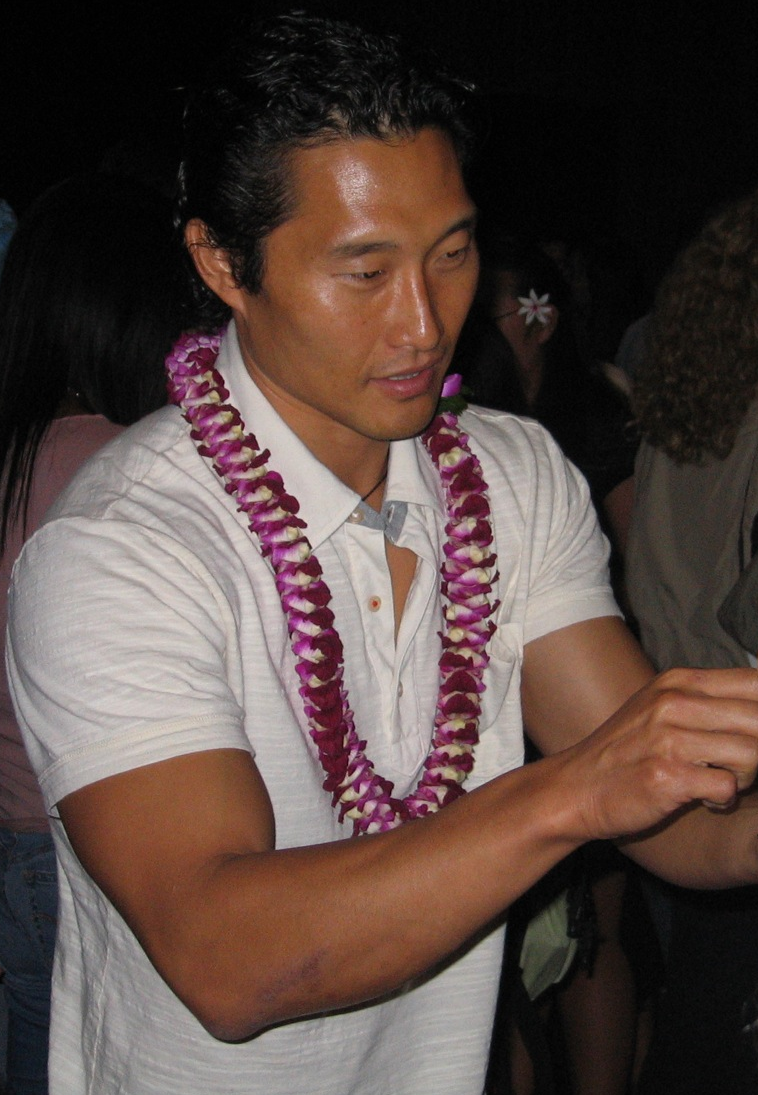
Jin-Soo Kwon

Jin-Soo Kwon (Daniel Dae Kim) este unul dintre personajele principale din serialul de televiziune american Lost.